# Тумасян, Александр Сергеевич
Александр Сергеевич Тумасян (9 февраля 1955, Абхазская ССР) — советский и российский футбольный тренер.

## Биография
С отличием окончил ГЦОЛИФК. В 1976—1990 годах работал в ростовском спортивном интернате № 10 (позже — Училище олимпийского резерва). За время работы в интернате удостаивался званий «лучший тренер СССР по работе с молодежью» (1981/82), «лучший тренер России по работе с молодежью» (1985/86), «заслуженный тренер России» (1986).
С января по май 1991 — тренер ростовского СКА при главном тренере Викторе Бондаренко. В течение следующих полутора лет — главный тренер команды. В первой половине 1993 года — главный тренер «Торпедо» Таганрог. В сезоне 1993/94 тренировал катарский клуб «Эр-Райян». С 1996 по 2004 год вновь был главным тренером СКА. Затем работал главным тренером в клубах «Динамо» Ставрополь (2006), «Ракуунат» Лаппеенранта (Финляндия, 2006—2007), «Жемчужина-РУДН» Сочи (2012), «Сочи» (2015), тренером в сборной Абхазии (2014).
Сыновья Денис (род. 1985), Сергей (род. 1990) и Александр (род. 1992) также футболисты. Есть младший сын (род. 2008).